# Helmuth James von Moltke
Helmuth James von Moltke (11. března 1907, Kreisau, Pruské království, Německé císařství – 23. ledna 1945, Berlín, Nacistické Německo) byl německý právník. Stal se zakladatelem protinacisticky zaměřeného Kreisavského kroužku.
Byl zapojen do pokusu o zabití Adolfa Hitlera z 20. července 1944, známého jako Operace Valkýra. Dne 11. ledna 1945 byl odsouzen k smrti a popraven o 12 dní později v berlínské Věznici Plötzensee.

## Rodina
Moltke byl prasynovcem pruského generála Helmutha von Moltke mladšího a také vzdáleným příbuzným německého polního maršála Helmutha von Moltke staršího, od kterého zdědil statek v Kreisau, dnešní obci Krzyżowa u Svídnice v polském Dolním Slezsku.
Moltkeho matka byla dcerou jihoafrického soudce Jamese Rose Innese, který byl skotského původu. Moltkeho rodiče patřili k zastáncům Křesťanské vědy. Moltke se ve 14 letech stal členem evangelické Pruské unie.

## Život
V letech 1927 až 1929 studoval Moltke právo a politologii ve Vratislavi, Vídni, Heidelbergu a Berlíně. V roce 1931 se oženil, jeho manželkou se stala právnička Freya von Moltke.
V roce 1935 nevyužil možnosti stát se soudcem, aby nemusel vstoupit do NSDAP. Namísto toho si otevřel právní praxi v Berlíně. Zabýval se mezinárodním právem a lidem postiženým nacismem pomáhal emigrovat. Pravidelně cestoval do Velké Británie, kde si doplnil právnické vzdělání v Londýně a Oxfordu.
Hned na začátku 2. světové války v roce 1939 byl Moltke povolán k abwehru. Měl shromažďovat informace ze zahraničí, udržovat spojení mezi vrchním velením Wehrmachtu a ministerstvem zahraničí a především vyhodnocovat otázky týkající se mezinárodního válečného práva. Při cestách okupovanými zeměmi Evropy si všímal mnoha porušení lidských práv, proti kterým vystupoval s tím, že Německo by mělo dodržovat Ženevské úmluvy.
Vystupoval proti střílení rukojmích v Nizozemí, Dánsko varoval před plánovanou deportací dánských Židů. Tyto události posilovaly Moltkeho nesouhlas s válkou a programem NSDAP.
V roce 1943 navštívil Moltke dvakrát Istanbul. Oficiální důvod se týkal navrácení německých obchodních lodí zabavených Tureckem. Skutečným důvodem byla jeho snaha přispět k ukončení války utvořením koalice antihitlerovských sil v německé armádě, mezi německými uprchlíky žijícími v Turecku, členy Office of Strategic Services, Abwehru a s pomocí německého velvyslance v Turecku Franze von Papena. Tato skupina vytvořila zprávu, která se dostala k americkému prezidentovi F. D. Rooseveltovi, jeho poradci ji však nepovažovali za důvěryhodnou.

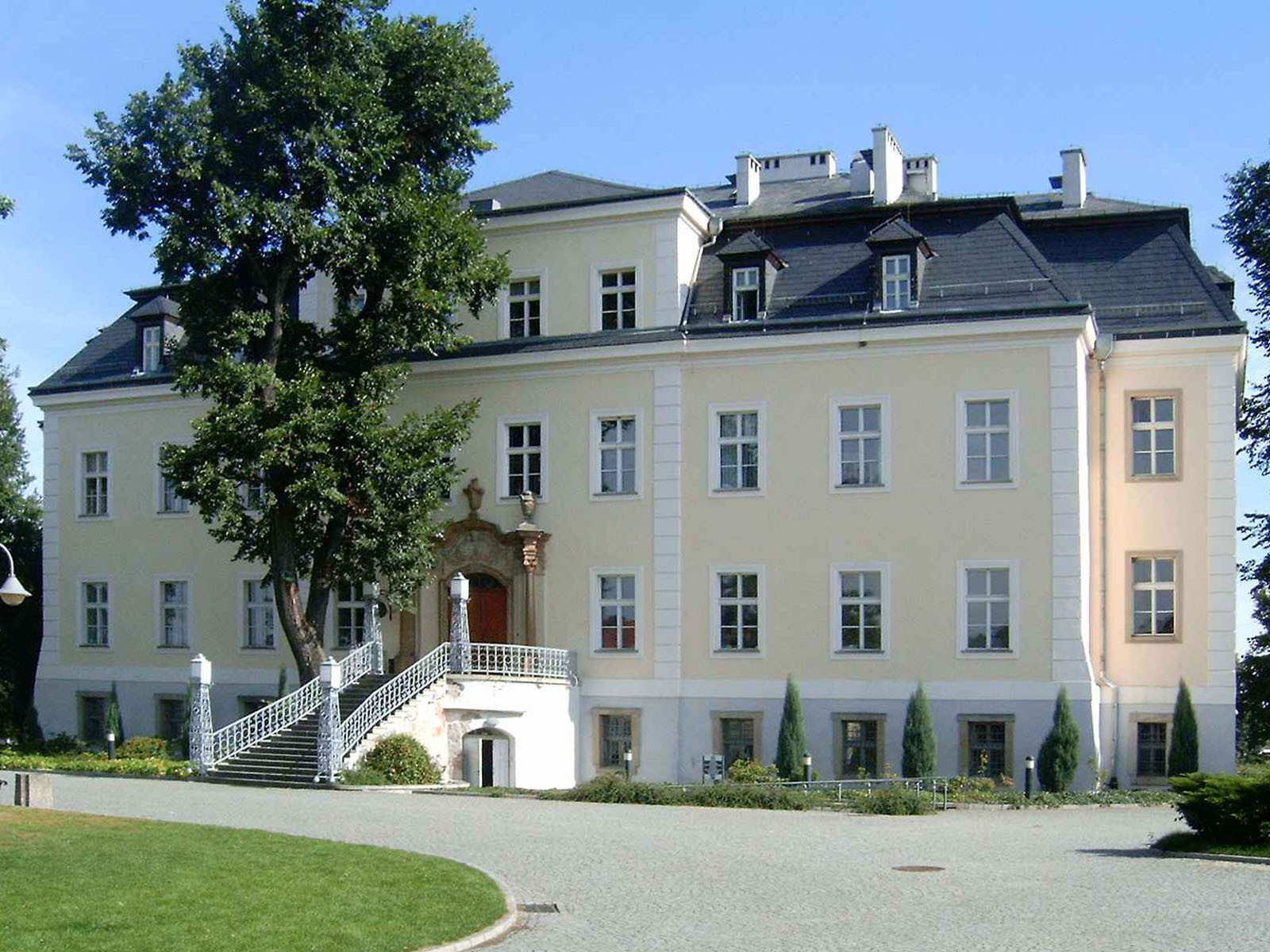
Hlavní budova v Kreisau

### Kreisavský kroužek
V Berlíně se Moltke scházel se skupinou protinacisticky zaměřených přátel, třikrát se však také sešli na jeho statku v Kreisau. Skupina tak získala název Kreisavský kroužek.